# Ctenochaetus truncatus
Ctenochaetus truncatus är en fiskart som beskrevs av Randall och Clements 2001. Ctenochaetus truncatus ingår i släktet Ctenochaetus och familjen Acanthuridae. IUCN kategoriserar arten globalt som livskraftig. Inga underarter finns listade i Catalogue of Life.